# Richard Huelsenbeck
Richard Huelsenbeck, né Carl Wilhelm Richard Hülsenbeck, le 23 avril 1892 à Frankenau en Allemagne et mort le 30 avril 1974 à Minusio en Suisse, est un écrivain et poète allemand et l'un des fondateurs de Dada.

## Biographie
Richard Huelsenbeck grandit à Dortmund, en Westphalie, où son père exerce la profession de pharmacien.
Appréciant l'ironie et la satire des œuvres de Heinrich Heine, il aspire à devenir écrivain.
À dix-neuf ans, en 1907, à Munich, il s'inscrit à la faculté de médecine. Un an après, il commence des études de littérature allemande et d'histoire de l'art. Il rencontre Hugo Ball. Avec lui, il fréquente les cafés où se réunissent des artistes et des écrivains liés à l'expressionnisme, et grâce à lui, ses premiers écrits sont publiés.
En 1912, il s'inscrit à la Sorbonne, à Paris, pour étudier la philosophie. Il est également le correspondant de Révolution, un périodique « moderne et extrêmement polémique » créé par Ball et Hans Leybold.
En 1914, Huelsenbeck retrouve Ball à Berlin. Il publie poèmes, essais et critiques de livres dans Die Aktion, revue d'art et de littérature, à la tonalité radicale, créée par Franz Pfemfert, un ami de Rosa Luxemburg.
En août 1914, dès le début de la Première Guerre mondiale, il s'engage dans l'armée. Il est affecté dans une unité d'artillerie mais, pour cause de névralgies, il est réformé avant d'avoir combattu au front. Il revient à Berlin définitivement hostile à la guerre et au nationalisme allemand.
Au printemps 1915, avec Ball, ils organisent des réunions de protestations contre l'effort de guerre et aussi pour rendre hommage aux poètes tués au combat. Mais ces réunions ne se déroulent pas dans une atmosphère de recueillement. Au contraire, on y entend des poèmes « nègres » et des vindictes de Huelsenbeck volontairement agressives destinées à choquer le public.

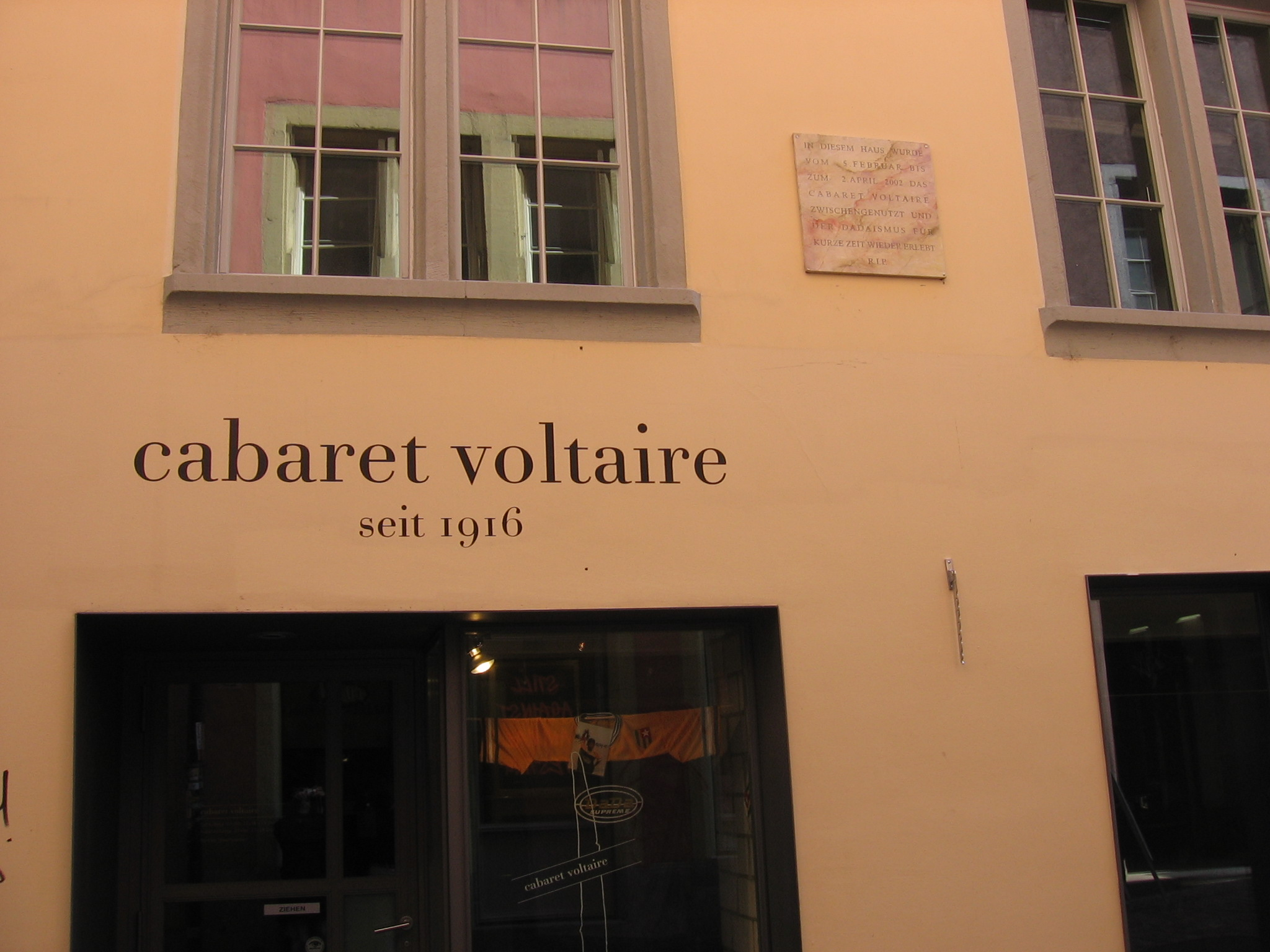
Le Cabaret Voltaire de Zurich (2006)

Le 11 février 1916, il rejoint Hugo Ball à Zurich, et participe au Cabaret Voltaire, créé quelques jours auparavant. Ce lieu verra la naissance de Dada.
Dans ce minuscule endroit dont les murs sont couverts de tableaux, créant une ambiance à la fois intime et oppressante, Huelsenbeck brandit sa canne face au public, dans une attitude arrogante et agressive et déclame ses poèmes comme des injures. Ses attaques visent l'Église, la mère patrie et la littérature allemande canonique (Schiller et Goethe), qu'il accompagne de martèlements à la grosse caisse, de rugissements, sifflements et rires stridents. Hugo Ball : « [Huelsenbeck] plaide pour un renforcement du rythme (le rythme nègre). Il aimerait battre du tambour jusqu'à faire disparaître la littérature sous terre. »
Mais les artistes Dada à Zurich, en montant une revue et une galerie, s'éloignent des idées de Huelsenbeck. Selon lui le mouvement devient caractérisé par de vieilles dames buveuses de thé cherchant à ranimer leurs capacités sexuelles avec quelque chose de dément.
Il les quitte et rejoint Berlin début 1917, avec l'intention d'y continuer Dada. Il commence par une période discrète de réflexion, notamment sur la poésie simultanée et la musique bruitiste. Puis, avec d'autres berlinois, il donnera à Dada, progressivement, une inflexion plus politique.
Le 22 janvier 1918, probablement pour déjouer la censure, il annonce une soirée-lecture expressionniste. En réalité, il y proclame la naissance du Club Dada de Berlin et prononce la Erste Dada-Rede in Deutschland (Premier discours dada en Allemagne). Après cette soirée, il est rejoint par les artistes berlinois Johannes Baader, George Grosz, Raoul Hausmann, John Heartfield et Hannah Höch.
Il rédige le manifeste du Groupe intitulé Der Dadaïsmus im Leben und in der Kunst (Le Dadaïsme dans la vie et dans l'art) dans lequel il tente de concilier la vision courante d'un dadaïsme nihiliste et destructeur et la formulation d'une nouvelle esthétique positive qu'il appelle « neue Realität (nouvelle réalité) ». Ce manifeste se termine, toutefois, par la proclamation qu'« être dadaïste, c'est être contre ce manifeste ! »
Le 5 juin 1920, il organise la première foire internationale Dada à Berlin. En même temps, il commence à retracer l'histoire de Dada et publie la première anthologie du mouvement le Dada Almanach, ainsi que En avant Dada, sous-titré Une histoire du dadaïsme : « Le dadaïste aime la vie parce qu'il peut s'en débarrasser à tout moment, la mort étant pour lui une affaire dadaïste. Le dadaïste envisage sa journée, sachant qu'un pot de fleurs peut lui tomber sur la tête. »
Ayant poursuivi ses études de médecine, parallèlement à ses activités artistiques, Huelsenbeck commence à exercer. Il est engagé comme chirurgien de marine et correspond régulièrement avec plusieurs quotidiens berlinois auxquels il envoie ses récits de voyage.
Interdit de publication par les nazis à partir de 1933, Huelsenbeck obtient l'autorisation de quitter l'Allemagne pour les États-Unis en 1936.
Il s'installe à Long Island, New York, en 1939 et ouvre un cabinet de médecin-psychiatre sous le nom de Charles R. Hulbeck.

Durant cette période il fut à la fois le psychanalyste et l'ami de Kurt Gödel comme le rapporte Pierre Cassou-Noguès
En 1969, paraissent ses Mémoires d'un batteur Dada (Memoirs of a Dada Drummer).
En 1970, il s'installe dans la région du Tessin, en Suisse.

## Œuvres
- Dada Almanach, Berlin, 1920
- Almanach Dada, traduit de l'allemand par Sabine Wolf, notes de Sabine Wolf et Michel Giroud, édition bilingue, éditions Champ Libre, Paris, 1980
- En avant Dada, Hanovre, Leipzig, Vienne, Zurich, 1920, nouvelle éd. En avant Dada  (trad. Sabine Wolf, épuisé), Paris, Allia, 1983
- Deutschland muss untergehen !, Berlin, 1920
- Dada siegt !, Berlin, 1920
- Mémoires d'un batteur Dada, 1969